# 八坂神社 (みやま市)
八坂神社（やさかじんじゃ）は福岡県みやま市瀬高町上庄に鎮座する神社。旧社格は県社。
明治以前の旧称は瀬高祇園宮、または瀬高上庄祇園宮。このために俗称「上庄の祇園さん」で親しまれる。

## 祭神
素盞鳴尊、応神天皇、武内宿禰公、和田住尊を祀る。

## 由緒
1176年（安元2年）に宇都宮弥三郎の子、小太郎中次と重国により勧請されたという。1596年（文禄5年）の石高は『寺社領高覚書』（立花家文書の一つ）に瀬高上庄村内30石とある。また、立花親茂（後の立花宗茂）より50石寄進される。
関ヶ原の戦いによる敗戦で宗茂が改易され、田中吉政が柳河藩に入封するが、50石を安堵される。「田中筑後守殿家人数並知行付帳」では「58石 瀬高祇園領」とある。
田中氏が無嗣断絶になると立花宗茂が再度柳河藩主になる。1621年（元和7年）に宗茂により社殿再建される。「延宝九酉年知行取無足扶持方共」（1681年頃の史料）に「同断（50石）瀬高祇園宮社領」と「3石3舛1合 （瀬高祇園宮）宮司」とある。『旧柳川藩誌』では境内の広さ4町8反余りとある。
明治の神仏分離令により名称を八坂神社に変更。

## 祭祀
祭礼は4月16日。また、7月24日から25日（旧来は6月1日から同月11日）にうう人形さんの祭礼がある。
江戸時代には柳河藩領内の多くの神社同様に旧暦6月15日に祇園会が行われ、瀬高上庄祇園宮の祇園会の場合は柳河藩家老が代参した。

## 文化財
（括弧内は指定の種目と年月日）

### 福岡県指定
- 大人形・大提灯（有形民俗文化財、昭和31年1月16日）